# 180'erne f.Kr.
Århundreder: 3. århundrede f.Kr. – 2. århundrede f.Kr. – 1. århundrede f.Kr.
Årtier: 230'erne f.Kr. 220'erne f.Kr. 210'erne f.Kr. 200'erne f.Kr. 190'erne f.Kr. – 180'erne f.Kr. – 170'erne f.Kr. 160'erne f.Kr. 150'erne f.Kr. 140'erne f.Kr. 130'erne f.Kr.
År: 189 f.Kr. 188 f.Kr. 187 f.Kr. 186 f.Kr. 185 f.Kr. 184 f.Kr. 183 f.Kr. 182 f.Kr. 181 f.Kr. 180 f.Kr.